# گارد اسکاتلندی
گارد اسکاتلندی (انگلیسی: Scots Guards) مجموعه‌ای از یک گردان پیاده‌نظام و یک گروهان پیاده‌نظام مکانیزه، زیرمجموعه ارتش بریتانیا و تحت امر لشکر گارد بریتانیا است، که در سال ۱۶۴۲ تأسیس شد. ستاد فرماندهی و پادگان گارد اسکاتلندی در شهر کتریک گریسون، یورک‌شر شمالی قرار دارد.